# Théâtre Antoine

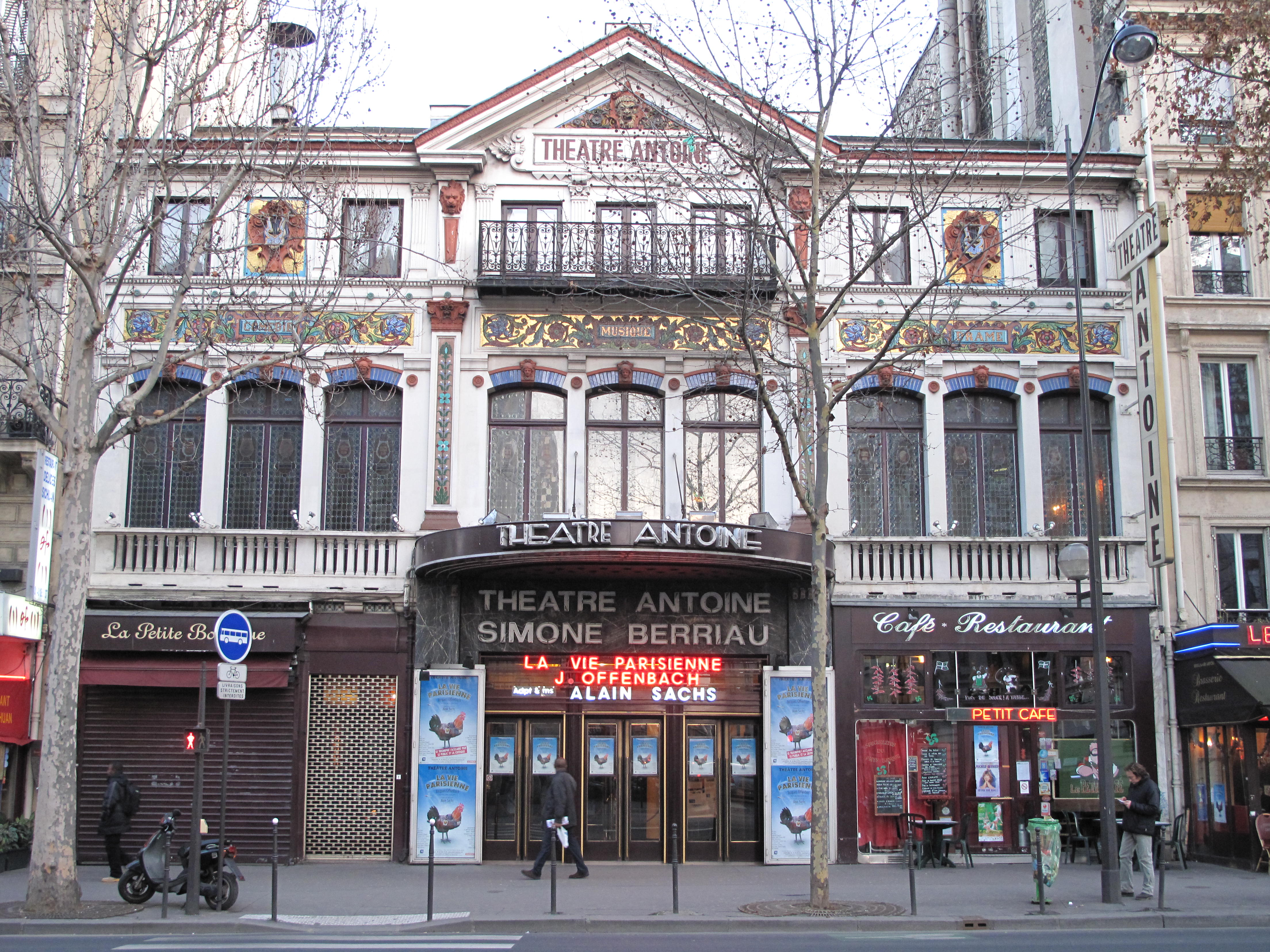
Théâtre Antoine, 2010

Das Théâtre Antoine, vollständiger Name Théâtre Antoine – Simone Berriau, ist ein Pariser Privattheater im 10. Arrondissement am Boulevard de Strasbourg. Seit 1989 ist das Haus auf der Liste der Monuments historiques im 10. Arrondissement aufgeführt.
Benannt wurde das Theater nach dem französischen Schauspieler und Theaterdirektor André Antoine. Heute trägt es zusätzlich den Namen von Simone Berriau, Schauspielerin und Theaterdirektorin, die ab 1943 alle Dramen von Jean-Paul Sartre hier uraufführte.

## Geschichte

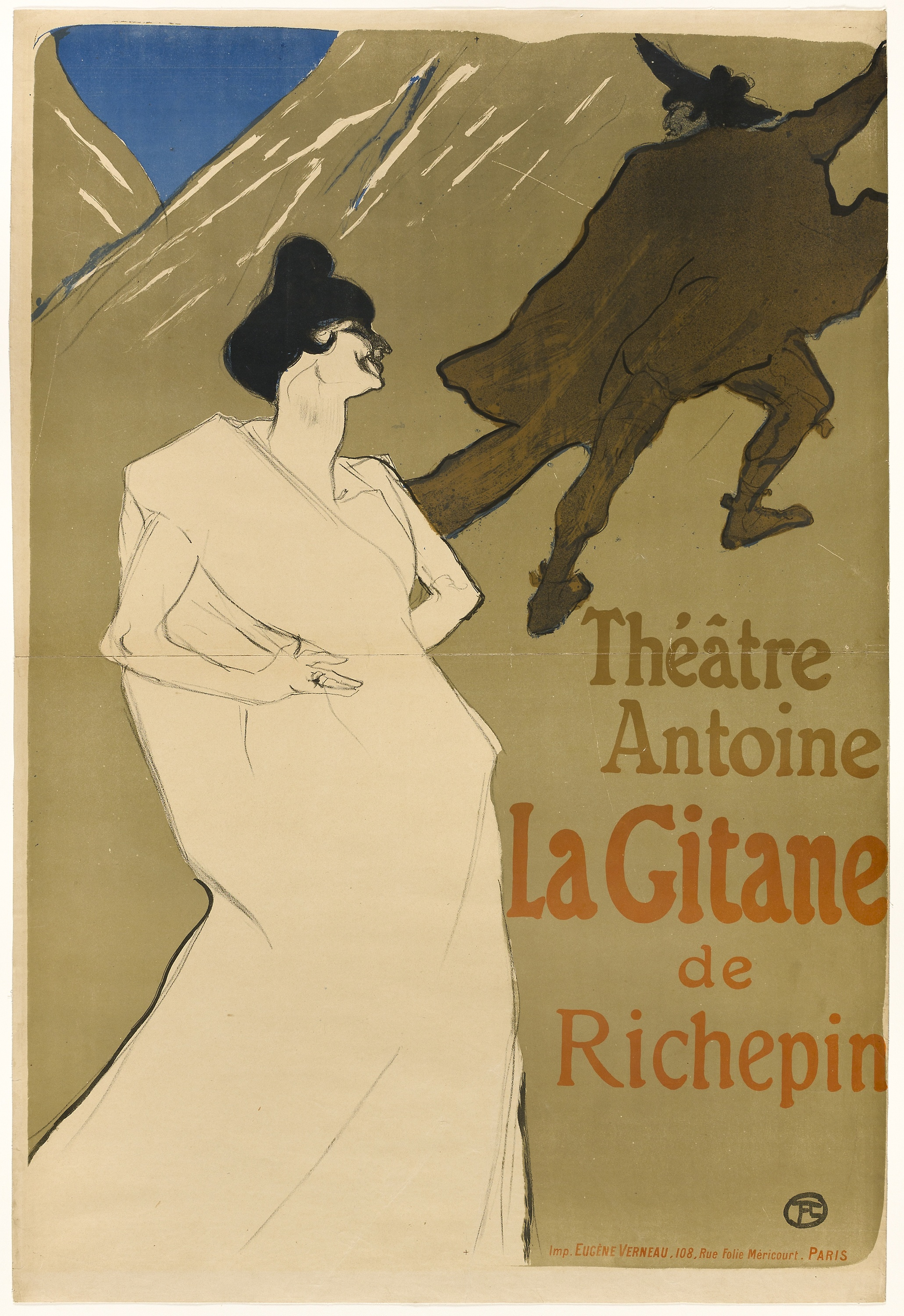
Théâtre Antoine 1899; Plakat von Toulouse-Lautrec

Das Theater hat im Laufe seiner Geschichte mehrmals den Namen gewechselt. Eröffnet 1866 unter dem Namen Théâtre des Menus-Plaisirs, lief es von 1866 bis 1874, 1877 bis 1879 und 1882 bis 1888 unter diesem Namen. Weitere Namen waren Théâtre des Arts (1874–1876, 1879–1881), L’Opéra-Bouffe (1876–1877), Les Menus Plaisirs (1877) und Comédie-Parisienne (1881). Ab 1881 auf Dauer unter seiner Leitung in diesem Theater, das sich ab diesem Zeitpunkt Théâtre Antoine nannte.
Gemäß den Prinzipien des Théâtre Libre präsentierte Antoine in der Spielzeit von 1889 bis 1899 ein gemischtes Programm aus Operetten, Komödien und sozialkritischen Stücken. 1891 hatte Die Wildente von Henrik Ibsen Premiere, Die Weber von Gerhart Hauptmann hatten ihre französische Erstaufführung im folgenden Jahr.
Ab 1943 übernahm Simone Berriau die Leitung des Hauses. Unter Berriau hatten nicht nur alle Stücke Sartres hier Premiere, sondern auch Dramen von Albert Camus, Jean Cocteau, Arthur Miller, Luigi Pirandello oder Harold Pinter erlebten hier ihre Uraufführung, bzw. ihre französische Erstaufführung. Außerdem zog sie junge, innovative Regisseure wie Peter Brook an ihr Haus, der dort 1956 mit Die Katze auf dem heißen Blechdach von Tennessee Williams zum ersten Mal ein Stück in Frankreich inszenierte. Die weibliche Hauptrolle spielte Jeanne Moreau an der Seite von Henri Guisol und Paul Guers. Zwei Jahre später inszenierte er die französische Erstaufführung von A view from the Bridge von Arthur Miller nach seiner Inszenierung der Uraufführung in der endgültigen Fassung im Londoner West West. 1959 wurde eine Bühnenfassung von Dostojewskis Roman Die Dämonen in der Bearbeitung durch Albert Camus aufgeführt, es spielten Pierre Blanchar, Tania Balachova, Pierre Vaneck, Michel Bouquet, Alain Mottet, Charles Denner und Roger Blin.
Nach dem Tod von Simone Berriau 1984 übernahm ihre Tochter Helena Bossis die Direktion. Nach Bossis Tod 2008 leitete Daniel Dares das Haus. Derzeitiger Inhaber und Direktor ist Jean-Marc Dumontet (* 1966).
2010 schlossen sich 50 Pariser Privattheater zusammen, darunter auch das Théâtre Antoine in der Association pour le soutien du théâtre privé (ASTP) et du Syndicat.

## Architektur

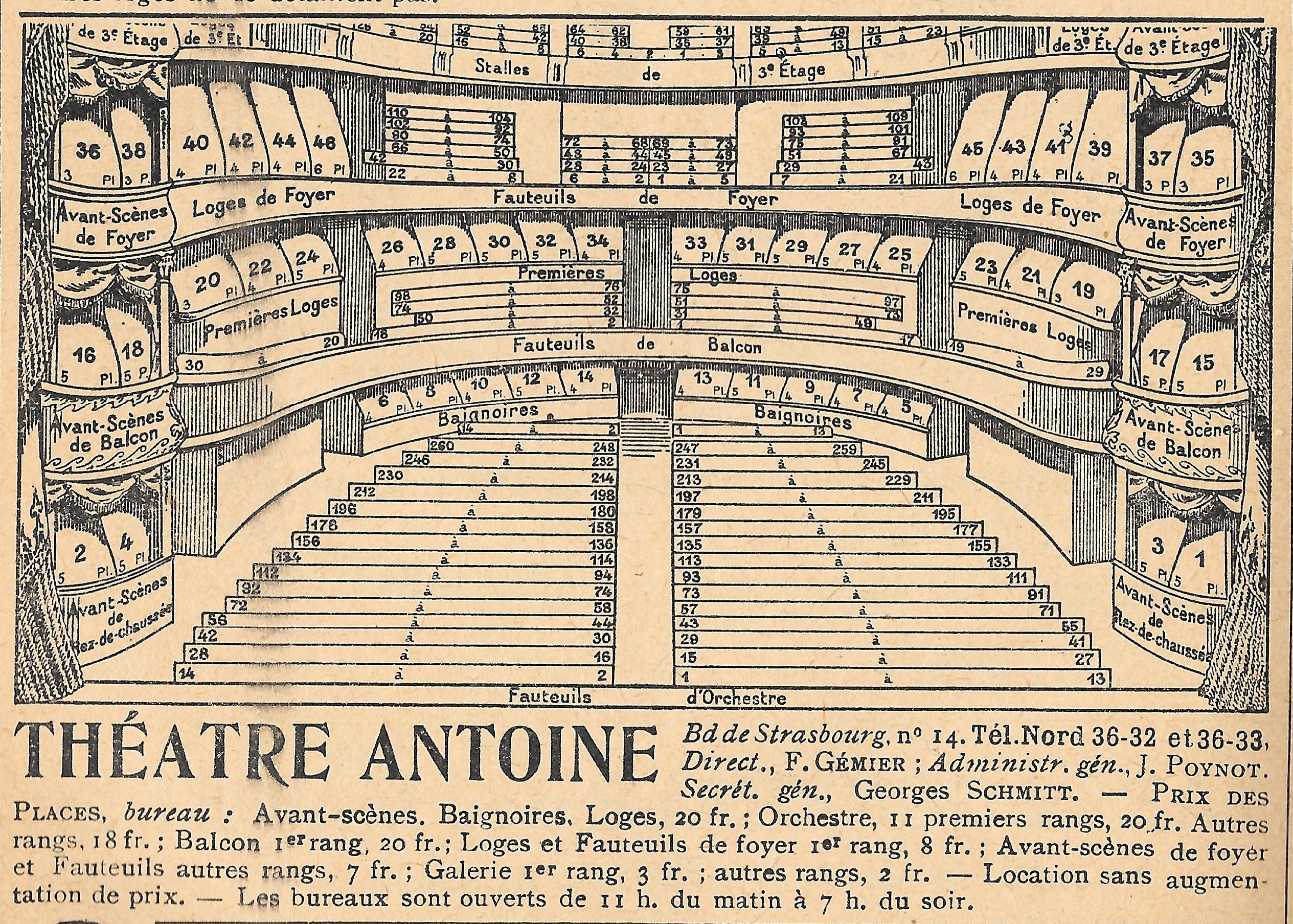
Plan des Theatersaals, 1925

Die Quellen über den Architekten des Hauses und die am Bau beteiligten Künstler und Firmen sind spärlich und differieren gelegentlich. Das Theatergebäude wurde Mitte der 1860er Jahre in Kooperation zwischen dem Theatermann André Antoine und dem Architekten Henri Grandpierre konzipiert und errichtet. Verantwortlich für die technische Ausstattung war Édouard Clémançon, der 1887 die Pariser Oper nach ihrem verheerenden Brand mit einer Gasbeleuchtung versehen hatte, und der seitdem eine Reihe von Pariser Theatern und Opernhäusern mit dieser innovativen Beleuchtungstechnik ausgestattet hatte. Für die Innenausstattung und die farbliche Gestaltung verantwortlich war Marcel Deligniere.
Die dreigeschossige historistische, in italianisierendem Stil gestaltete Fassade ist in drei Geschosse gegliedert, die von einem kleinen Dreiecksgiebel mit einer Theatermaske im Giebelfeld gekrönt wird. Die Fassade ist reich dekoriert mit korinthischen Pilastern, Akanthusfriesen, Maskaronen und Rosetten. Die Kartusche im Obergeschoss zeigt eine Lyra und die Jahreszahl 1881. In dem farbig gefassten Rankenfries zwischen Piano Nobile und Obergeschoss befinden sich drei Tafeln aus Mosaiksteinen mit den Inschriften COMEDIE, MUSIQUE und DRAME.
Die Innenräume sind geprägt durch die typische französische Gusseisenarchitektur des 19. Jahrhunderts. Der Theatersaal mit Parkett, drei Rängen und einer Guckkastenbühne ist an der historischen Theaterarchitektur des späten 18. Jahrhunderts orientiert. Der Saal hat 799 Plätze.